# 御嶽山系
御嶽山系（おんたけさんけい）は、岐阜県と長野県にまたがる山系。御嶽山及び周辺の山々と、阿寺山地からなる。おおよそ、木曽川と飛騨川及び付知川・白川で囲まれた山域で、面積は1,000km²を超える。国道19号、257号、41号、361号の内側の山域とも言える。

## 地形
複合成層火山である御嶽山は、大きな裾野を広げる独立峰である。
一方、阿寺山地は、付知川と白川とほぼ平行に北西-南東方向にほぼ一直線に連なっている。これは、活断層である阿寺断層に起因するものである。
木曽川をはさんだ東に木曽山脈と対峙し、長峰峠を経て北には飛騨山脈が連なっており、御嶽山系も日本の中部山岳地帯の一角をなしている。
御嶽山系は深い森で覆われ、急峻な地形のため多くの滝がある。また、木曽川水系の源流部の山であり、その下流部である中京圏の水がめとなっているほか、ダムによる水力発電も盛んである。
また、一帯は昔から林業が盛んで、特にヒノキは、長野県の木曽産は木曽ひのき、岐阜県の裏木曽・南飛騨産は東濃ひのきと呼ばれ、良質の建築材として取り扱われた。

## 地理

### 主な山
- 御嶽山 (3,067m)
- 三間山 (1,800m)
- 若栃山 (1,593m)
- 御前山 (1,646m)
- 白草山 (1,641m)
- 三国山 (1,611m)
- 小秀山 (1,982m)
- 夕森山 (1,597m)
- 奥三界岳 (1,810m)

### 源流の河川
- 木曽川
- 西野川、白川、王滝川、付知川　（木曽川の支流）
- 飛騨川
- 秋神川、小坂川、竹原川、白川　（飛騨川の支流）

### 主な峠
- 長峰峠 - 国道361号にある岐阜県と長野県との県境で、暮岩川（飛騨川の支流）と西野川（木曽川の支流）との分水嶺となっている。
- 九蔵峠 - 国道361号の開田高原にある峠で、九蔵峠展望台からは西南西に御嶽山を望むことができる。
- 濁河峠 - 秋神川と濁河川（小坂川の支流）との分水嶺となっている。
- 鈴蘭峠 - 西洞川（秋神川の支流）と小黒川（小坂川の支流）との分水嶺で、付近は御岳スズラン高原と呼ばれている。
- 白巣峠 - 白川（王滝川の支流）と付知川との分水嶺となっていて、林道が通る。
- 鞍掛峠 - 水無川（王滝川の支流）と竹原川（飛騨川の支流）との分水嶺となっていて、林道が通る。
- 舞台峠 - 国道257号が通り、飛騨と美濃の境である。

## 関連画像
|                                            |                            |
| 東側の中央アルプスの天狗山から望む御嶽山系 | 西側の位山から望む御嶽山系 |